# St. Petri und Pauli (Sömmerda)

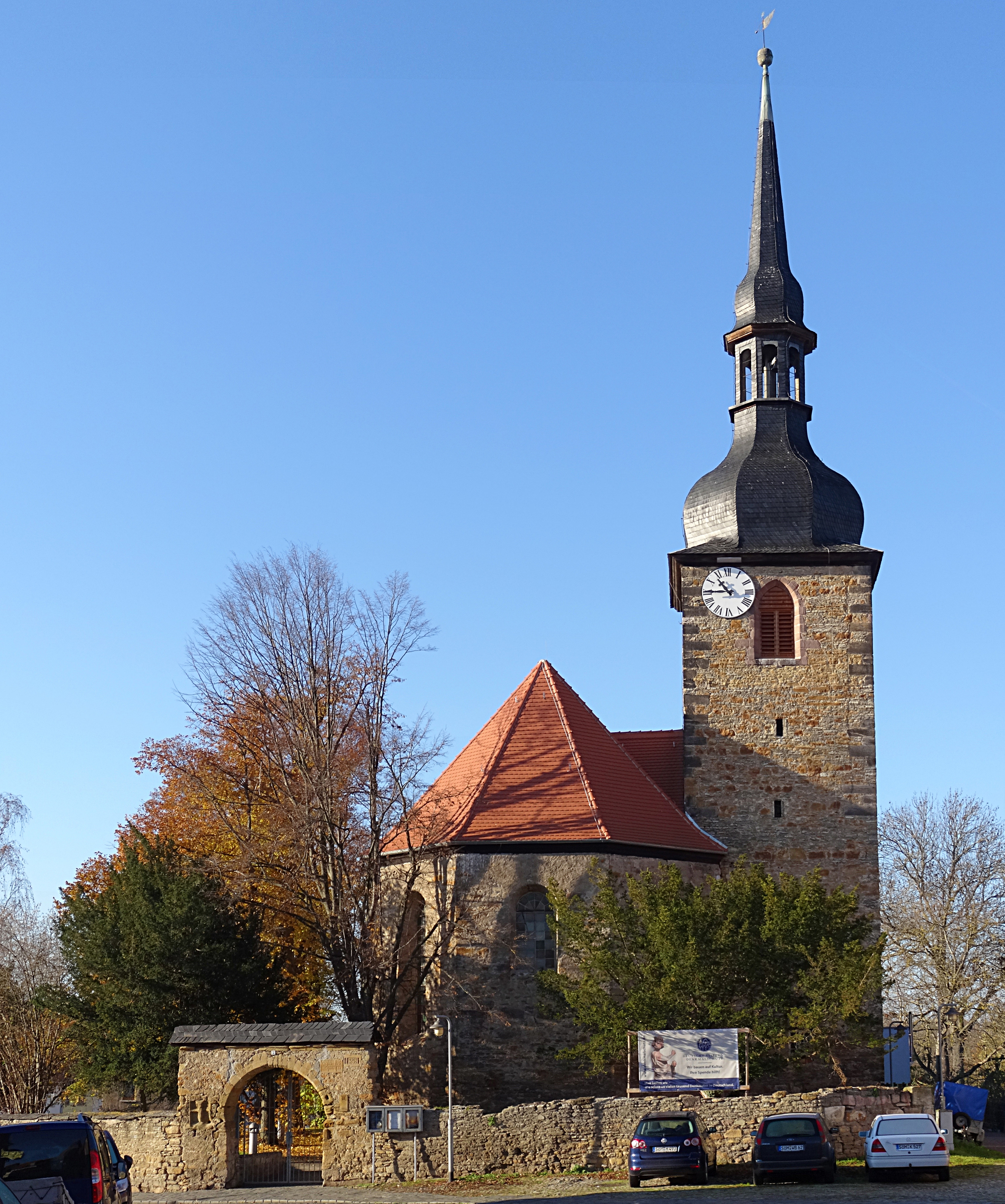
St. Petri Sömmerda

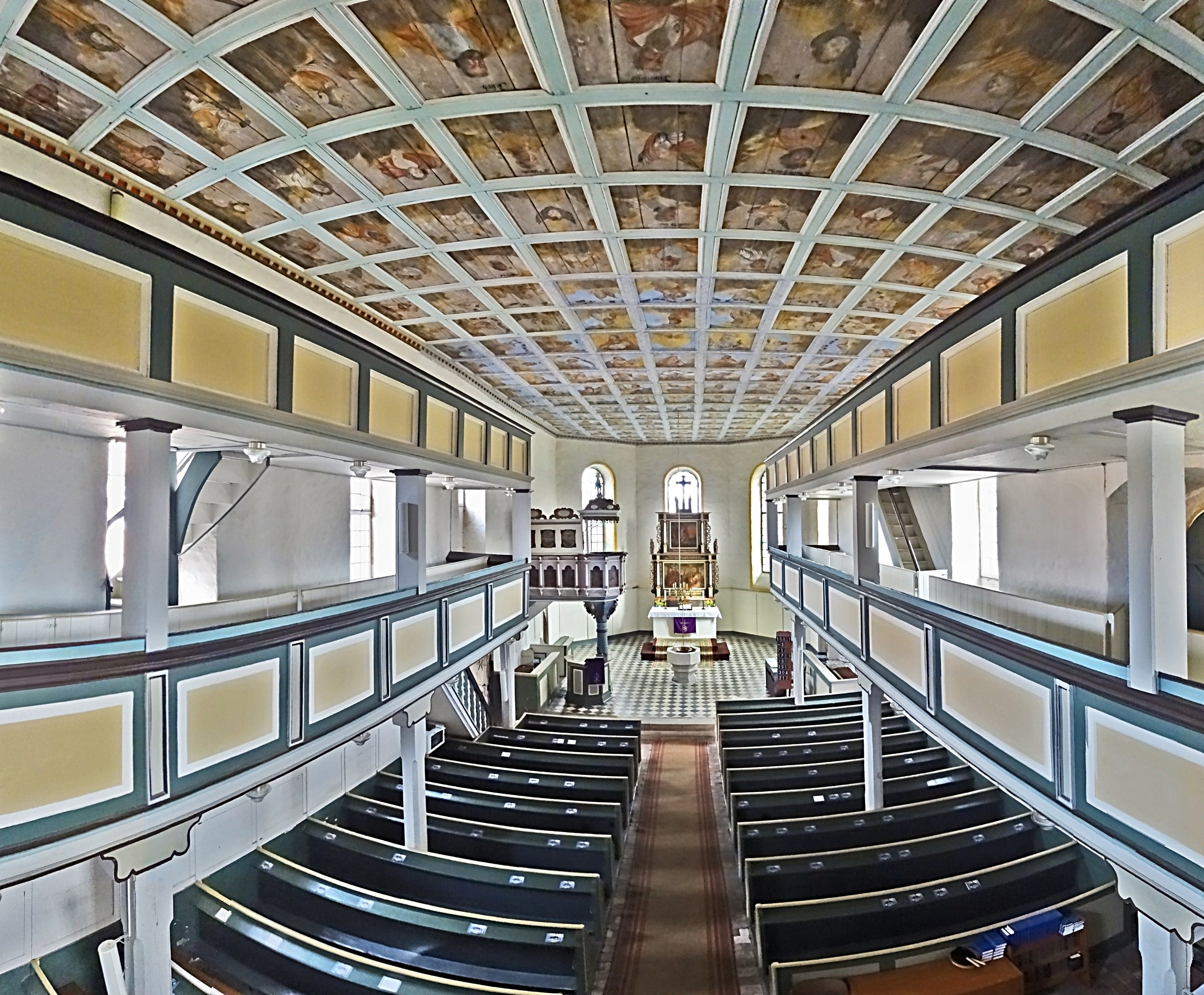
Innenansicht

Die evangelische Kirche St. Petri und Pauli steht in der Stadt Sömmerda im Landkreis Sömmerda in Thüringen. Sie gehört zur Gemeinde St. Petri und Pauli Sömmerda im Kirchenkreis Eisleben-Sömmerda der Evangelischen Kirche in Mitteldeutschland.

## Geschichte
Die 1407 erbaute Kirche gilt als dritter Kirchenbau auf gleichem Grundstück. Sie war als Nachfolgerin der 1398 abgebrannten Kirche entstanden. Nach dem Dreißigjährigen Krieg wurde sie wegen Baufälligkeit abgerissen, nachdem der Kirchturm bereits 1617 abgerissen worden war. Der neue Turm wurde 1718 vollendet und ist mit Haube und Laterne versehen. Das Bauwerk ist ein Saalbau mit hohen Rundbogenfenstern und einem Emporenaufgang an der Südseite. Im Innern fasst eine dreiseitige Empore das Schiff ein. Eine Restaurierung erfolgte im Jahr 1985.
Eine einzigartige Kassettendecke mit einer Bemalung von Johann Christian Reinhardt aus dem Jahr 1698 schließt den Raum ab. Dargestellt ist die heilige Dreifaltigkeit mit Engeln, Heiligen und der Figur Martin Luthers.

## Ausstattung
Ein großer zweizoniger Altaraufsatz von 1695 ist mit Gemälden der Kreuzigung und Auferstehung Christi und kleineren Schnitzfiguren versehen, die Petrus und Paulus und eine Kreuzigung darstellen und vermutlich aus einem Retabel des 15. Jahrhunderts stammen. Vor der Nordwand steht eine Kanzel mit hohem Fuß, die über einen kurzen Steg von der Sakristei aus zu erreichen ist. Über der Brüstung des Stegs ist eine hohe Sichtblende mit emblematischen Darstellungen angebracht. Die Kanzelbrüstung ist mit zierlichen Säulen und Gemälden mit Christus Salvator, Aposteln und Evangelisten versehen.
Aus dem Vorgängerbauwerk stammen mehrere spätgotische Schnitzfiguren (Anna selbdritt, Kruzifix und zwei Heiligenfiguren) und ein großer, achteckiger Taufstein.

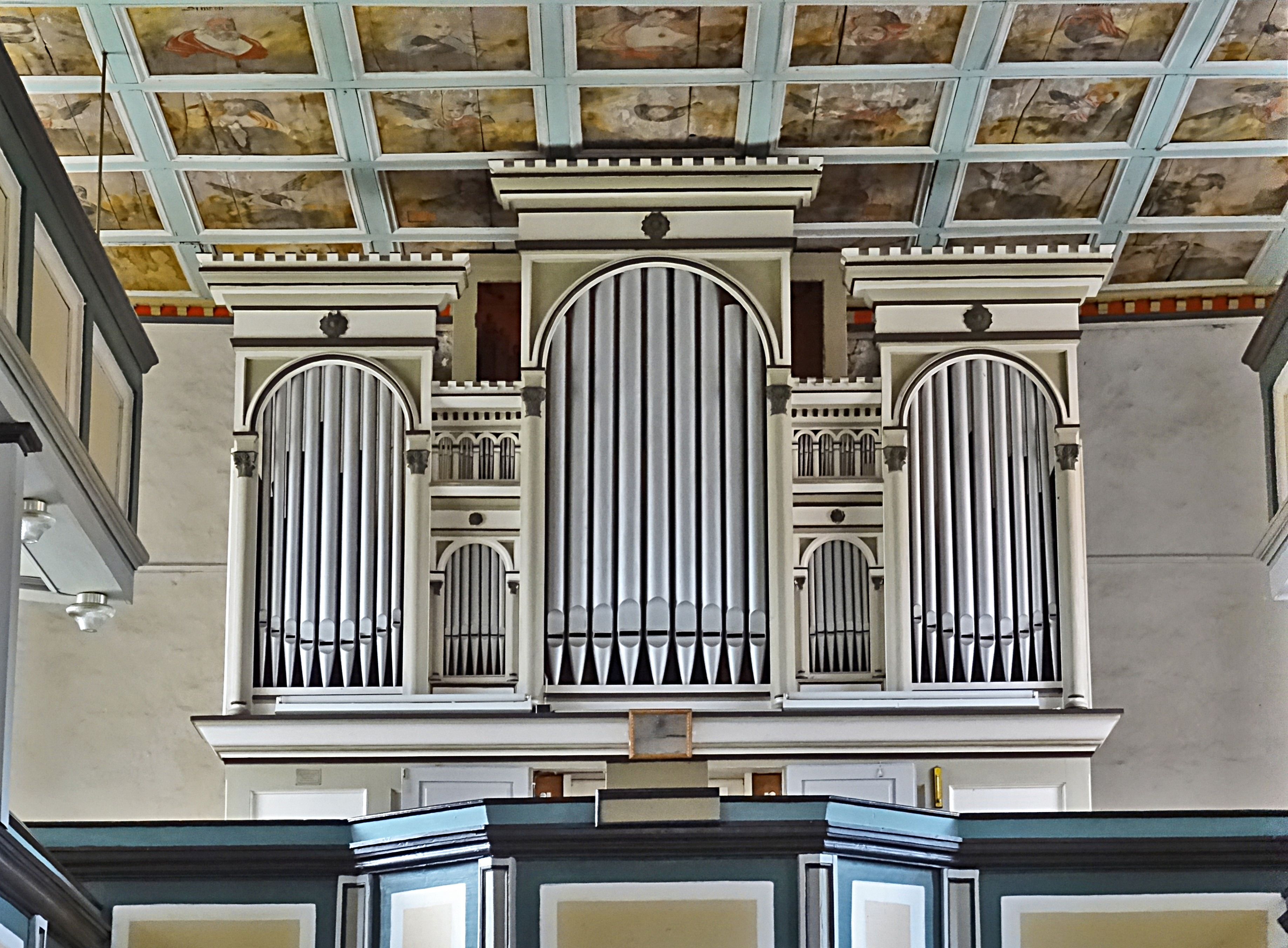
Böttcher-Orgel

## Orgel
Die erste Orgel schuf 1705 Johann Georg Krippendorf. 1831 wurde die Orgel durch Ernst Siegfried Hesse umgebaut. 1889 schuf Friedrich Wilhelm Böttcher aus Sömmerda eine neue Orgel unter Wiederverwendung von Teilen der alten Orgel. 1957 wurde die Orgel durch Gerhard Kirchner aus Weimar repariert und klanglich verbessert. Die Böttcher-Orgel hat 18 Register auf zwei Manualen und Pedal.

## Umgebung

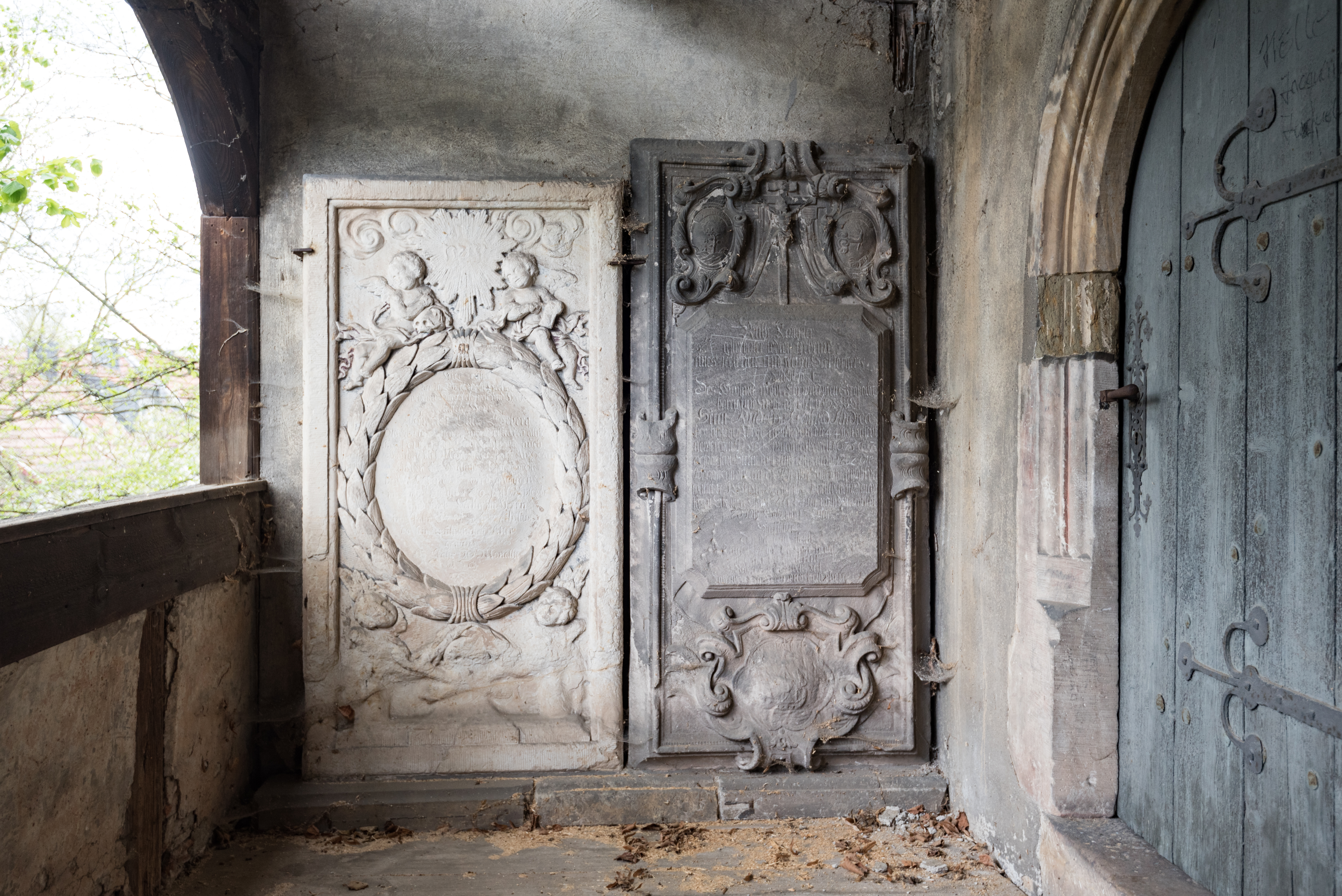
Grabsteine am Portal

An der Südseite der Kirche sind Grabsteine des 17. und 18. Jahrhunderts aufgestellt. Die Kirche ist umgeben von einem Friedhof, der bis 1858 als Begräbnisstätte genutzt wurde und von einer alten Mauer mit Tor eingefriedet ist. Darin sind Reliefs mit Initialen und den Daten 1567 und 1671 eingelassen. 